# Zon (film, 1920)
Pour les articles homonymes, voir Zon.
Pour plus de détails, voir Fiche technique et Distribution.
Zon est un film français réalisé par Robert Boudrioz, sorti en 1920.

## Fiche technique
- Réalisation : Robert Boudrioz
- Scénario : Robert Boudrioz[1]
- Photographie : Gaston Brun
- Production : Film d'Art (Vandal et Delac)
- Date de sortie : 4 juin 1920

## Distribution
- Jane Danjou : Suzanne Pradines dite Zon
- Jacques de Féraudy : Edouard - un bibliophile
- Angèle Decori : Madame Dugardier
- Berthe Jalabert : Madame Vergasson
- Maurice Lagrenée : Raoul
- Marthe Lepers :
- Madeleine Marty : Hélène Dugardier
- Roux : Monsieur Dugardier
- Joe Saint-Bonnet : Monsieur Vergasson